# Gora Georgija Grechko
Gora Georgija Grechko (englische Transkription von russisch Гора Георгия Гречко Gora Georgija Gretschko) ist ein Nunatak in der antarktischen Ross Dependency. In der Conway Range ragt er unmittelbar südwestlich des Mount Willis auf.
Russische Wissenschaftler benannten ihn nach dem sowjetischen Kosmonauten Georgi Gretschko (1931–2017).